# Фуснота
Фуснота је реч немачког порекла, која означава белешку, напомену стављену на дно странице књиге или документа. Фуснота додатно објашњава или упућује на додатно објашњење, а може да садржи извор или референцу за део текста уз који је постављена. Фуснота је уобичајено означена индексом, непосредно иза текста на који се односи.
1 за прву фусноту на страни, 2 за другу фусноту итд.
Јавља се и облик са индексом у угластим заградама: [1]. Уместо броја, могу се користити други типографски знаци, са различитим форматирањем, као што су (*), *), (†), или комбинација слова и броја.
Са порастом доминације енглеског језика у рачунарској обради текста, често се уместо фуснота чује (енгл. foot-note) футнота, са истим значењем. За разлику од фусноте, која се ставља на дно странице, Енднота, (енгл. end - крај, завршни, note - белешка) је скуп свих фуснота и ставља се на крај поглавља или на крај целокупног дела. Ендноте не нарушавају изглед стране, али могу читаоцу да стварају потешкоће при сталном пребацивању између текста и напомена, поготово ако свако поглавље почиње изнова означавање од броја 1.
Српски језик има реч са истим значењем: подбелешка, али та реч није у широј употреби. Ако фуснота објашњава неку појединост у реченици, фуснота се ставља иза те речи, а испред знака за крај реченице, ако је та реч на крају. Ако, пак, објашњава целокупан садржај реченице, онда се пише иза знака за крај реченице.